# Argonectes
Argonectes is een geslacht van straalvinnige vissen uit de familie van de penseelvissen (Hemiodontidae).

## Soorten
- Argonectes longiceps (Kner, 1858)
- Argonectes robertsi Langeani, 1999